# Mushamstrar
Mushamstrar (Calomyscus) är ett släkte i ordningen gnagare och det enda släktet i familjen Calomyscidae. Hur dessa djur är släkt med andra gnagare är omstridd, de räknas oftast till överfamiljen Muroidea men även en nära släktskap med hamstrar har föreslagits.
Det vetenskapliga släktnamnet är bildat av de gammalgrekiska orden kalos (snygg) och myscus (mus).

## Utbredning och habitat
Arterna förekommer i västra och centrala Asien utbredningsområdet sträcker sig från Syrien och Iran i väst till Turkmenistan, Afghanistan och Pakistan i öst. Mushamstrar lever i stäpper, halvöknen och skogar i bergsregioner som ligger 400 till 3 500 meter över havet.
Under senare miocen fanns de även i Europa fram till Spanien.

## Kännetecken
De har en kroppslängd (huvud och bål) mellan 7 och 9 centimeter och en svans som är 8 till 10 centimeter lång. På ovansidan kan de vara gulbruna med rosa nyanser, sandfärgade eller gråbruna. Undersidan och fötterna är vita. Även svansen har en mörk ovansida och en vit undersida. De har påfallande stora öron.
Mellan hannar och honor finns inga påfallande skillnader i utseende och storlek. Svansen har vid spetsen en tofs. Mushamstrar saknar kindpåsar.

## Levnadssätt
De är aktiva på natten och livnär sig av frön och andra växtdelar. Dagen tillbringar de i sina bon. Under kallare årstider kan de även vara aktiva på dagen. De har inte särskilt bra förmåga att gräva själv och utnyttjar därför tomma bon av andra djur. De uppvisar inget särskilt socialt beteende men ibland hittades flera individer i samma bon. Mushamstrar har ett kvittrande läte som kanske är ett slags kommunikation.
Det är inga fiender kända som är specialiserade på mushamstrar men det antas att de liksom andra gnagare faller offer för ugglor, ormar och olika rovdjur. När de känner sig hotade kan de springa påfallande snabba och hoppa 30 centimeter hög.

## Fortplantning
Honor föder mellan mars och december vanligen två kullar med 3 till 7 ungdjur. De föds nakna och blinda i bon som polstras med gräs och andra växtdelar. Dräktigheten varar omkring 21 dagar. Efter ungefär 13 dagar öppnar ungarna ögonen och får sin första päls. Cirka två och en halv veckor efter födelsen slutar honan att ge di och några dagar senare lämnar ungarna bon. Könsmognaden infaller efter fyra månader och efter cirka åtta månader är ungarna fullvuxna. Livslängden är inte känd men den uppskattas med ett eller två år.

## Mushamstrar och människor
I Europa förekommer mushamstrar ibland som sällskapsdjur och i Ryssland används de även som försöksdjur.
IUCN listar C. grandis samt C. tsolovi med kunskapsbrist (data deficient) och de andra arterna som livskraftiga (least concern).

## Systematik
Djurgruppens systematiska ställning är inte helt utredd. Överensstämmelser med hamstrar består i tändernas byggnad. Vanligtvis räknas mushamstrar som egen familj. Vissa biologer räknar alla individer till en enda art, Calomyscus bailwardi. Wilson & Reeder (2005) skiljer mellan 8 arter:
- Calomyscus mystax, Kashkarov 1925, norra Afghanistan, nordöstra Iran, södra Turkmenistan.
- Calomyscus urartensis, Vorontsov & Kartavseva 1979, iranska delen av Kaukasus.
- Calomyscus bailwardi, Thomas 1905, centrala Iran.
- Calomyscus tsolovi, Peshev 1991, sydvästra Syrien.
- Calomyscus baluchi, Thomas 1920, östra Iran, södra Afghanistan, Pakistan.
- Calomyscus hotsoni, Thomas 1920, sydvästra Pakistan.
- Calomyscus elburzensis, Goodwin 1938, nordöstra Iran, sydvästra Turkmenistan, nordvästra Afghanistan
- Calomyscus grandis, Schlitter & Setzer 1973, norra Iran